# Gabriel Paulista
Gabriel Armando de Abreu (ur. 26 listopada 1990 w São Paulo) – brazylijski piłkarz, występujący na pozycji obrońcy w tureckim klubie Beşiktaş.
Od 9 grudnia 2020 roku posiada także obywatelstwo hiszpańskie.

## Kariera
Gabriel rozpoczął swoją karierę trenując w młodzieżowych zespołach Vitórii. 7 marca 2010 roku zadebiutował w drużynie seniorów, wychodząc w podstawowym składzie na wygrany 3:1 mecz mistrzostw stanu Bahia z Camaçari. 15 maja tego samego roku rozegrał swój pierwszy mecz w Série A, zmieniając Vilsona podczas zremisowanego 1:1 spotkania z CR Flamengo.
W sierpniu 2010 roku Gabriel wystąpił w obu spotkaniach finałowych Copa do Brasil, w których Vitória mierzyła się z Santosem FC, pełnił w nich jednak nietypową dla siebie rolę prawego obrońcy. Dopiero pod koniec 2011 roku zaczął wywalczać sobie pewne miejsce w podstawowym składzie i w kolejnym roku rozegrał już 35 spotkań ligowych, przyczyniając się do powrotu Vitórii do Série A.
6 września 2012 roku Gabriel przedłużył swoją umowę z Vitórią do 2016 roku. W kolejnym roku sięgnął wraz z klubem po mistrzostwo stanowe, a także został wybrany najlepszym obrońcą rozgrywek.
15 sierpnia 2013 roku Gabriel przeniósł się do hiszpańskiego Villarreal CF, z którym podpisał pięcioletni kontrakt. W nowych barwach zadebiutował 10 listopada tego samego roku, wychodząc w podstawowym składzie na zremisowany 1:1 mecz z Atlético Madryt.
28 stycznia 2015 roku, po otrzymaniu pozwolenia na pracę, został zawodnikiem angielskiego Arsenalu. W ramach tego transferu na wypożyczenie do Villarreal trafił Joel Campbell. 18 sierpnia za 11 mln przeniósł się do hiszpańskiej Valencii.

## Sukcesy

### Vitória
- Mistrzostwo stanu Bahia: 2010, 2013
- Copa do Nordeste: 2010

### Arsenal
- Puchar Anglii: 2014/15
- Tarcza Wspólnoty: 2015

### Indywidualne
- Jedyny środkowy obrońca mistrzostw stanu Bahia: 2012, 2013